# Поповский сельский совет (Зеньковский район)
Поповский сельский совет (укр. Попівська сільська рада) — входит в состав
Зеньковского района
Полтавской области
Украины.
Административный центр сельского совета находится в 
с. Поповка.

## Населённые пункты совета
- с. Поповка
- с. Бухаловка
- с. Винтенцы
- с. Деряги
- с. Заиченцы
- с. Киряково
- с. Устименки

## Ликвидированные населённые пункты совета
- с. Корещина